# Langepoort
De Langepoort uit ongeveer 1704 aan de Westdam (Courtine VII - VIII), is een stadspoort van vestingstad Brielle in de Nederlandse provincie Zuid-Holland. De poort is onderdeel van de rijksmonumentinschrijving 26968 samen met de omwalling en de Kaaipoort aan de zuidoostzijde van de stad.

## Geschiedenis
De Langepoort die dateert uit 1704-'05, is in het jaar 1799 vernieuwd. Enkel deze poort en de "Kaaipoort" zijn van de vier 18de-eeuwse poorten die Brielle rijk was bewaard gebleven. Beide poorten zijn door architect "J. Walraad" in de periode 1972-'75 onder zijn leiding gerestaureerd. Opmerkelijk is dat de sluitsteen met het stadswapen aan de veldzijde is gesitueerd.